# Die Schallplatte – nied opleggt
Die Schallplatte – nied opleggt ist das 5. Solo-Studioalbum von Ina Müller und das zweite, das sie auf Plattdeutsch singt. Es erschien 2009 bei 105music.

## Hintergrund
Der Zusatz nied opleggt (plattdeutsch für neu aufgelegt) weist darauf hin, dass es sich bei diesem Album um eine neue, diesmal Studioaufnahmen beinhaltende Fassung des Livealbums Die schallPlatte handelt, welches im September 2004 aufgenommen wurde und noch im selben Jahr in der Tonträgersparte des Quickborn-Verlag erschien. Die damalige Schreibweise Die schallPlatte stellte als Kofferwort ein Wortspiel aus den Begriffen Schallplatte und Plattdeutsch  dar. Die CD erreichte unmittelbar nach ihrer Veröffentlichung Platz 13 der deutschen Albumcharts.

## Inhalt
Neben den acht Coverversionen von Liedern unterschiedlicher Stilrichtungen (Pop/Rock/Blues) enthält das Album drei Lieder von Müller, die von Andreas Dopp vertont wurden. Musikalisch handelt es sich dabei um Balladen. Inhaltlich geht es in allen Liedern um Kindheit, Jugend, Familie und Beziehungen. Dazu passt auch das im plattdeutschen Original vorgetragene Lied Min Johann mit dem Text von Klaus Groth.

## Titelliste
1. De Klock is dree – Musik: Andreas Dopp / Text: Ina Müller – 3:17
2. Dörp Reggae (Original: Lemon Tree von Fools Garden) – Musik: Volker Hinkel / Originaltext: Peter Freudenthaler / plattdeutscher Text: Ina Müller – 2:47
3. Mama – Musik: Andreas Dopp / Text: Ina Müller – 3:24
4. Lockiget Hoor (Original: Knockin' On Heavens Door von Bob Dylan) - Musik und Originaltext: Bob Dylan – plattdeutscher Text: Ina Müller – 3:48
5. Nees in 'n Wind – Musik: Andreas Dopp – Text: Ina Müller – 4:22
6. Ganz alleen (Blots de Nacht) (Original: Love's Divine von Seal) – Musik und Originaltext: Seal & Mark Batson / plattdeutscher Text: Ina Müller – 4:11
7. Buten Kluten (Original: What's Up? von 4 Non Blondes) – Musik und Originaltext: Linda Perry / plattdeutscher Text: Ina Müller – 4:03
8. Min Johann – Musik: traditionell – Text: Klaus Groth – 4:11
9. Dat weer Mai (Original: I Believe I Can Fly von R.Kelly) – Musik & Originaltext: Robert S. Kelly / plattdeutscher Text: Ina Müller – 2:59
10. Veel to olt (Original: Fields of Gold von Sting) – Musik und Originaltext: Sting / plattdeutscher Text: Ina Müller – 4:03
11. De Wind vun Hamborg (Original: I've Never Been To Me von Charlene) – Musik und Originaltext: Kenneth W. Hirsch & Ronald N. Miller / plattdeutscher Text: Ina Müller – 3:31
12. Schnee fallt bald (Original: Les Feuilles Mortes von Yves Montand) – Musik: Joseph Kosma / Originaltext: Jacques Prévert / plattdeutscher Text: Ina Müller – 4:21

Die Tracks 2, 4 und 7 – 12 waren auch auf dem Livealbum Die schallPlatte von 2004 vertreten, bei den vier Tracks 1, 3, 5 und 6 handelt es sich um neue Stücke in Ina Müllers Repertoire.

## Produktion
Hardy Kayser und Andreas Dopp produzierten das Album im Peer-Studio Hamburg. Aufnahme, Tonmischung und Mastering übernahm Geoff Peacey. Das Coverfoto stammt von Mathias Bothor, die Polaroidfotos im Booklet sind von Sven Grot.